# SN 2003ad
SN 2003ad – supernowa typu II odkryta 3 lutego 2003 roku w galaktyce A145628+4521. W momencie odkrycia miała maksymalną jasność 17,80m.